# Grand Prix Hiszpanii 1994
Grand Prix Hiszpanii 1994 (oryg. Gran Premio Marlboro de España) – piąta runda Mistrzostw Świata Formuły 1 w sezonie 1994, która odbyła się 29 maja 1994, po raz czwarty na torze Circuit de Barcelona-Catalunya.
36. Grand Prix Hiszpanii, 24. zaliczane do Mistrzostw Świata Formuły 1.

## Wyniki

### Kwalifikacje
| P                       | Nr | Kierowca              | Konstruktor(-silnik) | Opony | Czas     | Odstęp   | Strata   |
| ----------------------- | -- | --------------------- | -------------------- | ----- | -------- | -------- | -------- |
| 1                       | 5  | Michael Schumacher    | Benetton-Ford        | G     | 1:21.908 | -        | -        |
| 2                       | 0  | Damon Hill            | Williams-Renault     | G     | 1:22.559 | 0:00.651 | 0:00.651 |
| 3                       | 7  | Mika Häkkinen         | McLaren-Peugeot      | G     | 1:22.660 | 0:00.101 | 0:00.752 |
| 4                       | 6  | JJ Lehto              | Benetton-Ford        | G     | 1:22.983 | 0:00.323 | 0:01.075 |
| 5                       | 14 | Rubens Barrichello    | Jordan-Hart          | G     | 1:23.594 | 0:00.611 | 0:01.686 |
| 6                       | 27 | Jean Alesi            | Ferrari              | G     | 1:23.700 | 0:00.106 | 0:01.792 |
| 7                       | 28 | Gerhard Berger        | Ferrari              | G     | 1:23.715 | 0:00.015 | 0:01.807 |
| 8                       | 8  | Martin Brundle        | McLaren-Peugeot      | G     | 1:23.763 | 0:00.048 | 0:01.855 |
| 9                       | 2  | David Coulthard       | Williams-Renault     | G     | 1:23.782 | 0:00.019 | 0:01.874 |
| 10                      | 3  | Ukyō Katayama         | Tyrrell-Yamaha       | G     | 1:23.969 | 0:00.187 | 0:02.061 |
| 11                      | 4  | Mark Blundell         | Tyrrell-Yamaha       | G     | 1:23.981 | 0:00.012 | 0:02.073 |
| 12                      | 30 | Heinz-Harald Frentzen | Sauber-Mercedes      | G     | 1:24.254 | 0:00.273 | 0:02.346 |
| 13                      | 15 | Eddie Irvine          | Jordan-Hart          | G     | 1:24.930 | 0:00.676 | 0:03.022 |
| 14                      | 24 | Michele Alboreto      | Minardi-Ford         | G     | 1:24.996 | 0:00.066 | 0:03.088 |
| 15                      | 10 | Gianni Morbidelli     | Footwork-Ford        | G     | 1:25.018 | 0:00.022 | 0:03.110 |
| 16                      | 20 | Érik Comas            | Larrousse-Ford       | G     | 1:25.050 | 0:00.032 | 0:03.142 |
| 17                      | 19 | Olivier Beretta       | Larrousse-Ford       | G     | 1:25.161 | 0:00.111 | 0:03.253 |
| 18                      | 23 | Pierluigi Martini     | Minardi-Ford         | G     | 1:25.247 | 0:00.086 | 0:03.339 |
| 19                      | 26 | Olivier Panis         | Ligier-Renault       | G     | 1:25.577 | 0:00.330 | 0:03.669 |
| 20                      | 25 | Éric Bernard          | Ligier-Renault       | G     | 1:25.766 | 0:00.189 | 0:03.858 |
| 21                      | 9  | Christian Fittipaldi  | Footwork-Ford        | G     | 1:26.084 | 0:00.318 | 0:04.176 |
| 22                      | 12 | Johnny Herbert        | Lotus-Mugen-Honda    | G     | 1:26.397 | 0:00.313 | 0:04.489 |
| 23                      | 11 | Alessandro Zanardi    | Lotus-Mugen-Honda    | G     | 1:27.685 | 0:01.288 | 0:05.777 |
| 24                      | 31 | David Brabham         | Simtek-Ford          | G     | 1:28.151 | 0:00.466 | 0:06.243 |
| 25                      | 34 | Bertrand Gachot       | Pacific-Ilmor        | G     | 1:28.873 | 0:00.722 | 0:06.965 |
| 26                      | 33 | Paul Belmondo         | Pacific-Ilmor        | G     | 1:30.657 | 0:01.784 | 0:08.749 |
| Nie zakwalifikowali się |    |                       |                      |       |          |          |          |
|                         | 32 | Andrea Montermini     | Simtek-Ford          | G     | 1:31.111 | 0:00.454 | 0:09.203 |
| P                       | Nr | Kierowca              | Konstruktor(-silnik) | Opony | Czas     | Odstęp   | Strata   |

### Wyścig
| P                 | + / – | Nr | Kierowca              | Konstruktor       | Opony | Okr. | Czas / Strata | Komentarz                  |
| ----------------- | ----- | -- | --------------------- | ----------------- | ----- | ---- | ------------- | -------------------------- |
| 1                 | 1     | 0  | Damon Hill            | Williams-Renault  | G     | 65   | 1h36:14.374   |                            |
| 2                 | 1     | 5  | Michael Schumacher    | Benetton-Ford     | G     | 65   | +0:24.166     |                            |
| 3                 | 8     | 4  | Mark Blundell         | Tyrrell-Yamaha    | G     | 65   | +1:26.969     |                            |
| 4                 | 2     | 27 | Jean Alesi            | Ferrari           | G     | 64   | +1 okr.       |                            |
| 5                 | 13    | 23 | Pierluigi Martini     | Minardi-Ford      | G     | 64   | +1 okr.       |                            |
| 6                 | 7     | 15 | Eddie Irvine          | Jordan-Hart       | G     | 64   | +1 okr.       |                            |
| 7                 | 12    | 26 | Olivier Panis         | Ligier-Renault    | G     | 63   | +2 okr.       |                            |
| 8                 | 12    | 25 | Éric Bernard          | Ligier-Renault    | G     | 62   | +3 okr.       |                            |
| 9                 | 14    | 11 | Alessandro Zanardi    | Lotus-Mugen-Honda | G     | 62   | +3 okr.       |                            |
| 10                | 14    | 31 | David Brabham         | Simtek-Ford       | G     | 61   | +4 okr.       |                            |
| 11                | 3     | 8  | Martin Brundle        | McLaren-Peugeot   | G     | 59   | +6 okr.       | układ przeniesienia napędu |
| Niesklasyfikowani |       |    |                       |                   |       |      |               |                            |
|                   |       | 6  | JJ Lehto              | Benetton-Ford     | G     | 53   |               | silnik                     |
|                   |       | 7  | Mika Häkkinen         | McLaren-Peugeot   | G     | 48   |               | silnik                     |
|                   |       | 12 | Johnny Herbert        | Lotus-Mugen-Honda | G     | 41   |               | poślizg                    |
|                   |       | 14 | Rubens Barrichello    | Jordan-Hart       | G     | 39   |               | poślizg                    |
|                   |       | 9  | Christian Fittipaldi  | Footwork-Ford     | G     | 35   |               | silnik                     |
|                   |       | 2  | David Coulthard       | Williams-Renault  | G     | 32   |               | elektryka                  |
|                   |       | 34 | Bertrand Gachot       | Pacific-Ilmor     | G     | 32   |               | uszkodzone tylne skrzydło  |
|                   |       | 28 | Gerhard Berger        | Ferrari           | G     | 27   |               | skrzynia biegów            |
|                   |       | 10 | Gianni Morbidelli     | Footwork-Ford     | G     | 24   |               | układ paliwowy             |
|                   |       | 30 | Heinz-Harald Frentzen | Sauber-Mercedes   | G     | 21   |               | skrzynia biegów            |
|                   |       | 20 | Érik Comas            | Larrousse-Ford    | G     | 19   |               | chłodnica                  |
|                   |       | 3  | Ukyō Katayama         | Tyrrell-Yamaha    | G     | 16   |               | silnik                     |
|                   |       | 24 | Michele Alboreto      | Minardi-Ford      | G     | 4    |               | silnik                     |
|                   |       | 33 | Paul Belmondo         | Pacific-Ilmor     | G     | 2    |               | poślizg                    |
|                   |       | 19 | Olivier Beretta       | Larrousse-Ford    | G     | 0    |               | silnik                     |
| P                 | + / – | Nr | Kierowca              | Konstruktor       | Opony | Okr. | Czas / Strata | Komentarz                  |

### Najszybsze okrążenie
| Nr | Kierowca           | Konstruktor   | Opony | Czas     | Okr. |
| -- | ------------------ | ------------- | ----- | -------- | ---- |
| 5  | Michael Schumacher | Benetton-Ford | G     | 1:25.155 | 18   |